# Torre della Vibrata
La Torre della Vibrata è una delle antiche torri costiere del Regno di Napoli, si trova sulla costa dell'Adriatico, in provincia di Teramo, vicino alla foce del torrente Vibrata, nel comune di Alba Adriatica, il cui tessuto urbanistico si è sviluppato inglobando l'antico manufatto.
Si affaccia sul tracciato moderno di Via Cavour.
Si tratta di un massiccio torrione a pianta quadrata in laterizio, alla base il lato esterno misura 10 metri.
Le mura hanno spessore decrescente e quindi risultano inclinate a piramide, ciascuna è coronata da quattro robusti beccatelli e tre caditoie; probabilmente in origine erano sormontate da merli guelfi.

## Storia
Nel XVI secolo crebbe la minaccia di incursioni da parte dei Saraceni, che furono particolarmente intense nell'estate del 1556 quando all'Abruzzo furono risparmiate le terribili devastazioni subite dalle coste italiane solo grazie alle difese ed al sistema di punti d'avvistamento predisposte dal Duca d'Atri Giovan Girolamo D'Acquaviva.
Di conseguenza, poco tempo dopo il viceré Don Pedro Afán de Ribera, Duca di Alcalá de los Gazules, decise che anche il litorale abruzzese, come già altre coste della penisola, doveva avere un sistema di torri costiere, costruite a distanza tale da poter comunicare a vista tra loro, destinate non solo a dare l'allarme in caso di incursioni nemiche ma, essendo dotate di guarnigione e colubrine, anche a respingere tali incursioni.
Nel 1568 Alfonso Salazar, commissario del presidente della Regia Camera di Summaria, dispose la costruzione di quattordici torri, compresa quella della Vibrata; i lavori furono portati a termine entro il 1569.
Nel 1598, su ordine del viceré Enrique de Guzmán, conte di Olivares, il marchese di Cellenza Carlo Gambacorta, governatore degli Abruzzi, effettuò un censimento delle torri d'Abruzzo, predisponendo una serie di schede contenenti schizzi, descrizione ed osservazioni varie.
Dalla relazione di Gambacorta apprendiamo che il deposito di munizioni, la garitta ed il tetto della Torre della Vibrata abbisognavano di riparazioni.
Ancora nel 1762 la Torre della Vibrata aveva un torriere caporale.
In epoca recente è stata restaurata ed adibita a ristorante.